# Чумирна
Чумирна (рум. Ciumârna) — село у повіті Сучава в Румунії. Входить до складу комуни Ватра-Молдовіцей.

## Розташування
Село знаходиться на відстані 365 км на північ від Бухареста, 48 км на захід від Сучави.

## Історія
Давнє українське село південної Буковини. За переписом 1900 року в селі Чумирна Кимполунгського повіту були 91 будинок, проживали 374 мешканці: 365 українців, 8 румунів, 1 єврей.

## Населення
За даними перепису населення 2002 року у селі проживали 494 особи.
Національний склад населення села:
| Національність | Кількість осіб | Відсоток |
| -------------- | -------------- | -------- |
| румуни         | 324            | 65,6%    |
| українці       | 169            | 34,2%    |

Рідною мовою назвали:
| Мова       | Кількість осіб | Відсоток |
| ---------- | -------------- | -------- |
| румунська  | 328            | 66,4%    |
| українська | 165            | 33,4%    |